# Dorfkirche Vettin

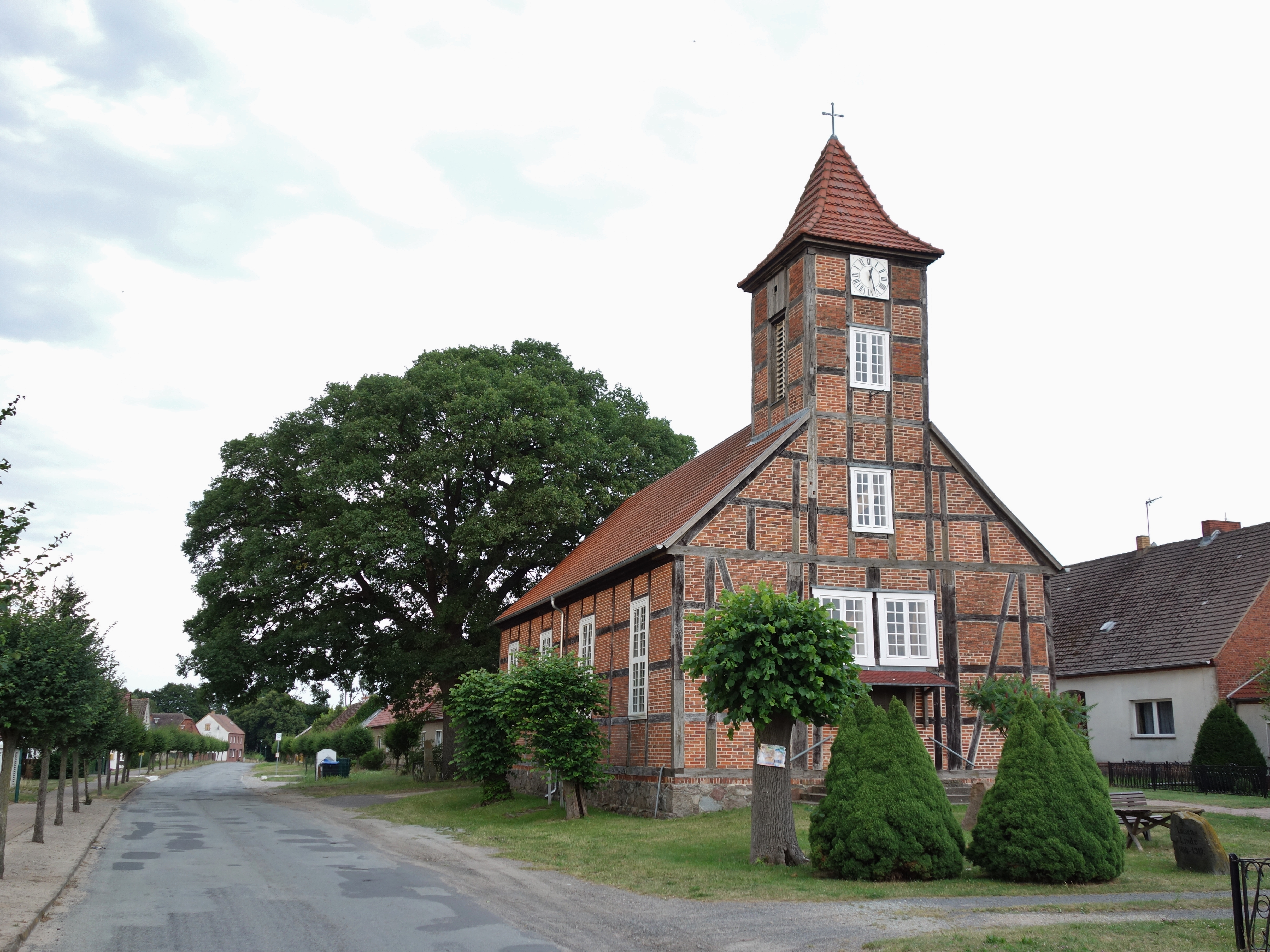
Dorfkirche in Vettin

Die evangelische Dorfkirche Vettin ist eine Saalkirche in Vettin, einem Ortsteil der Gemeinde Groß Pankow im brandenburgischen Landkreis Prignitz. Die Kirchengemeinde gehört dem Pfarrsprengel Lindenberg-Buchholz im Kirchenkreis Prignitz der Evangelischen Kirche Berlin-Brandenburg-schlesische Oberlausitz an. Das Gebäude steht unter Denkmalschutz.

## Baubeschreibung
Es handelt sich um eine schlichte Fachwerkkirche mit einem quadratischen Dachturm im Westen, die zwischen 1828 und 1831 erbaut wurde und im Jahr 1966 restauriert wurde. An den Langseiten des Gebäudes befinden sich jeweils vier hohe rechteckige Fenster. Das ehemalige Westportal war mit einem flachen Dreiecksgiebel versehen. Der Innenraum ist im klassizistischen Stil gestaltet, vermutlich unter Mitwirkung von Karl Friedrich Schinkel. Der Innenraum ist dreischiffig gegliedert und durch drei dem Rhythmus der Fenster folgende, weiß gestrichene hölzerne Säulenpaare dorischer Ordnung für die mächtigen, architravartigen Unterzüge der Balkendecke strukturiert. Es gibt eine Westempore mit Orgel. Darunter ist eine Winterkirche eingebaut.